# Ray Ewry
Raymond „Ray” Clarence Ewry (Lafayette, Indiana, 1873. október 14. – Douglaston, New York, 1937. szeptember 29.) amerikai atléta, aki összesen 8 aranyérmet nyert az olimpiai játékokon és még kettőt az 1906-os nem hivatalos olimpián. Ezzel ő minden idők egyik legsikeresebb olimpikonja, ráadásul ő az első újkori bajnok, aki gyermekbénulását legyőzve került a győztesek közé.

## Élete

### Betegsége
Ötéves korában betegedett meg gyermekbénulásban. Ez ellen akkoriban nem volt gyógymód, így bár túlélte a betegséget, de hosszú évekig tolókocsiba kényszerült, és úgy tűnt, hogy mind a két lába megbénul és örökre nyomorék marad.

### Gyógyulása
Keserves gyermekkora után egy orvos megcsillantotta a reményt, hogy van esélye a gyógyulásra. Hosszú évek kemény, kitartó testedzése meghozta az eredményt, húszéves korára teljesen felépült, és újra megtanult járni.

### Sportolás kezdete
Ezután, orvosa tanácsára, izomerősítés céljából kezdett ugrógyakorlatokat végezni, és belépett a New York Athletic Clubba. Futóversenyeken azonban nem vett részt, testalkata nem volt megfelelő technikai versenyszámokhoz. Az éveken át tartó rendszeres gyakorlásnak köszönhetően aztán annyira megtanult uralkodni az izmain, hogy helyből ugrásokban kitűnő eredményeket ért el. Így ezekre a mára már kihalt versenyszámokra, a normális ugrószámok nekifutás nélküli változataira specializálódott.

## Eredményei

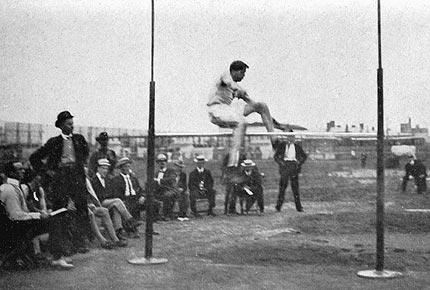
Ewry az 1904-es játékokon

### Olimpiai bajnokságok
1897-ben véletlen hallott az olimpiai játékokról, az 1900-as játékokra már az amerikai atlétacsapat tagja lett. 1900-ban, huszonhét évesen tehát elindult az olimpián, a helyből magasugrást 165,5, a helyből távolt 321, a helyből hármast pedig 1058 centivel nyerte meg. Eredményeinek értékét tovább növeli, hogy mind a három versenyszám küzdelmei egy napon, 1900. július 16-án zajlottak.
Négy évvel később, St. Louisban mindhárom olimpiai bajnoki címét megvédte (a magast ekkor 150 centivel, a távolt világcsúcsot jelentő 347 centivel, a hármast pedig 1054 centivel nyerte meg). Ez után a helyből hármasugrás kikerült az olimpiai programból, de másik két versenyszámát még megnyerte 1906-ban, az athéni nem hivatalos olimpián (eredményei: magas 156 cm, távol 330 cm) és 1908-ban, Londonban is (magas: 157 cm, távol: 333 cm).

### Rekordok
Ezzel 10 aranyérmet szerzett az olimpiai játékokon, amely egészen 2008-ig egyedülálló teljesítmény volt. De ha a NOB által nem elismert olimpián (1906) nyert aranyait nem számítjuk, úgy is ő minden idők 11. legsikeresebb olimpikonja, a 3. legsikeresebb atléta (csak Paavo Nurmi és Carl Lewis eredményesebb), és a 2. legsikeresebb egyéni sportoló (csak Michael Phelps tudta megelőzni). A helyből magasugrás és a helyből távolugrás utoljára 1912-ben volt programon, de ő akkor már nem volt a pályán, így olimpián soha senki nem tudta legyőzni.

### Világcsúcsok
Valamennyi számban ért el világcsúcsot, ezek közül a helyből távolugrásban felállított 347 cm maradt érvényben a legtovább: egészen a versenyszám 1930-as évekbeni megszűnéséig.

### Nem olimpiai számok
Ewry ezeken kívül egy negyedik helybőlugró számban is ért el sikereket. A helyből hátraugrás azonban sosem került be az olimpiai programba, ám Ewry ebben is világrekorder volt, 287 centiméteres eredménnyel.

## Érdekességek
- Ruganyossága miatt ragadt rá a Gumiember becenév, de hívták Kígyóembernek és Békaembernek is.
- A Lafayette-i Purdue University egyetemen mérnökként szerzett diplomát. Ezt követően a Pennsylvania University hallgatója is volt, ahol három szobatársa is olimpiai bajnok volt:[7] Alvin Kraenzlein, Irving Baxter, Walter Tewksbury és Ewry négyen összesen 16 olimpiai bajnoki címet szereztek.